# Симфония № 1 (Шнитке)
Симфония № 1 — сочинение Альфреда Шнитке, написано в 1969—1972 годах.

А. Шнитке: …"Вторая часть (Allegretto) — какой-то гибрид рондо и двойных вариаций. Здесь есть cantus firmus типа concerto grosso в ре мажорной тональности, напоминающий по характеру несколько музыку стиля барокко. Cantus firmus двулик в своем содержании, раскрываясь то как барочный концерт, то как духовой марш. Ему противопоставляются контрастные эпизоды: два — додекафонные танцы (первый — вальс, второй — с бит-ритмом), третий — додекафонный марш. Эти три эпизода окружены четырьмя проведениями рефрена — двуликого cantus firmus с наслаивающимися на него отголосками тем — эпизодов. Затем возникает эпизод, решенный как каденционная игра. Его алеаторическая структура позволяет каждый раз находить новые варианты исполнения (в Горьком — это была совершенно свободная импровизация джазиста, в Таллинне — свободная импровизация скрипача и органиста. В нотах есть даже заготовленный вариант импровизации на случай отсутствия всяких джазистов). Музыканты импровизируют по предложенным им элементам. Дирижер импровизирует их вступления и взаимоотношения, динамику. Таким образом, получается как бы каденция для дирижера. Выполняя функцию четвертого эпизода, каденция сменяется основной темой — рефреном. Здесь вся жанровая музыка и барокко, и марш, все танцы смешаны, а в кульминации вступает еще один — ля-бемоль мажорный — марш (его все почему-то принимают за популярную песню, но это музыка к спектаклю «Гвозди», написанная мною в 1965 году).
Третья часть (Lento) — представляет собой динамический треугольник наподобие «Pianissimo…» с наслоением и разрежением голосов на серийной основе. Ритм также серийный, но не микроритм, а макроритм. Серией определяется количество разделов, количество вступлений, количество вступающих голосов. Что же касается ритмического заполнения каждого такта, то оно строится по такому принципу: сколько бы ни было голосов в данный момент, а их там огромное количество, все время избегаются ритмические унисоны, все время происходит дробление на разное количество долей во избежание этих унисонов, во избежание ощущения тяжести на сильной доле. Таким образом, мною было сделано все, что возможно для уничтожения метричности.

Четвертая часть представляет собой вступление, построенное как разнообразный коллаж, начиная от всяких похоронных маршей и кончая Чайковским; затем следуют две цепи вариаций на «Dies irae» (первая цепь — здесь тема «Dies irae» запрятана в додекафонной технике и сама по себе не прослушивается, а лишь определяет деление ряда транспозиций серии на группы; вторая цепь — в ней цикл вариаций на «Dies irae» дается откровенно с гармонизацией, но также «пропущенной» через додекафонию); далее со вторым рядом вариаций сливаются два жанровых эпизода — один джазовый, а другой маршевый, — и после этого начинается кульминационная зона с вторжением материала из первой части — серия темы первой части — это одновременно и некая общая реприза всей формы; затем возникает хоральный эпизод (до-мажорный) и за ним собственно кульминация — последняя, — которая сменяется развалом всего построенного. Как определить эту форму, я не знаю..".— Д. Шульгин. "Годы неизвестности А. Шнитке" (1993)
Среди произведений, оказавших значительное влияние на концепцию симфонии Шнитке — симфонии Чарльза Айвза, «Симфония» Лучано Берио.
Симфония содержит много музыкальных цитат. Среди них — Пятая симфония Бетховена, Первый концерт Чайковского, «На прекрасном голубом Дунае» Штрауса, Траурный марш из Второй сонаты Шопена, «Смерть Озе» из «Пер Гюнта» Грига, «Прощальная симфония» Гайдна.

А. Шнитке: «В первой части — переход к финалу из 5 симфонии Бетховена и начало финала, во второй буквальных цитат совершенно нет, в третьей тоже нет, в финале — похоронный марш — автор его мне не известен — музыканты называют его „из-за угла“, затем марш Шопена и марш „Смерть Озе“ Грига, вальс Штрауса „Сказки венского леса“, концерт Чайковского и ритм „Летки-Енки“, недостаточно запрятанный, затем 14 григорианских мелодий „Sanctus“ из „Graduale“ („Graduale de Tempore et de Sanctus“. — Д. Ш.) — диатонический четырнадцатиголосный эпизод струнных в финале симфонии — в первом потоке вариаций, центральный эпизод с „Dies irae“, затем хоральный эпизод в конце, где некий „Sanctus“ проводится многократным каноном — причем, этот „Sanctus“ является как бы средним вариантом по отношению ко всем четырнадцати, то есть не похожим ни на один из них, — и в конце Гайдн „Прощальная симфония“. Все остальные коллажи — это моя театральная музыка.»— Д. Шульгин. "Годы неизвестности А. Шнитке" (1993
Разрешение на исполнение симфонии подписал Родион Щедрин. Симфония была впервые исполнена 9 февраля 1974 года в городе Горьком (Нижний Новгород); Горьковским филармоническим оркестром дирижировал Геннадий Рождественский, которому она была посвящена. Второе исполнение состоялось в Таллине в конце 1975 года под управлением Эри Класа (партию солирующей скрипки исполнял Гидон Кремер).
Симфония была записана под управлением Геннадия Рождественского (в двух вариантах записи (с разными парами солистов)), Лейфа Сегерстама.

Г. Рождественский: "Он мне посвятил не только девятую симфонию, но первую и восьмую тоже. Но для меня самое ценное — посвящение первой симфонии. Я был членом художественного совета фирмы «Мелодия» по приёму новых записей. Как-то раз я пришёл на заседание совета, где прослушивалась запись только что сделанного фортепианного квинтета «In Memoriam», памяти матери. На меня это произвело столь сильное впечатление, и я почувствовал потенциальное оркестровое мышление в этом произведении, хотя я не знал его оркестровых сочинений, их было тогда мало. Я позвонил ему по телефону и поздравил со столь удачным сочинением, и сказал, что неплохо, как мне кажется, этот квинтет оркестровать. Он сказал, что это невозможно, что определённые законы жанра это не позволяют сделать. Я продолжал настаивать, в итоге это ничем не кончилось, а потом он мне просто позвонил и прислал партитуру, которая была сделана блестяще. С этого началось наше тесное сотрудничество.
Потом он написал первую симфонию, которую я сыграл в городе Горьком (ныне — Нижнем Новгороде), поскольку руководители филармоний Москвы и Ленинграда тогда отказались это сделать. Под самыми разными предлогами — ремонт, фестиваль музыки детей из Удмуртии и так далее. Вот поехали мы в Горький, где с местным оркестром сыграли эту симфонию. Там был ажиотаж совершенно невероятный, излишний ажиотаж, всякий запрет всегда приводит к ажиотажу ненужному. Туда люди приезжали из Москвы на автомобилях на репетиции и на концерты. Это всё происходило в нижегородском Кремле, территория которого во время репетиций была оцеплена местной милицией, что только привлекало понимающих, не понимающих — неважно, что там такое происходит, раз не пускают никого. А когда состоялось исполнение, появились две рецензии. Одна — панегирическая, вторая — ругательная. Одна — что перед нами гений, другая — что его посадить бы не мешало. Это дело дошло до Москвы, и секретаря по идеологии Горьковского обкома партии попросили больше на работу не приходить, вот так этим и закончилось.
Конечно, это была огромная фигура, огромный композитор и громадная личность необыкновенной силы, что слышно в каждой его ноте.

Потом кому-то пришла в голову мысль выдвинуть меня на Государственную премию, но обязательным условием получения должно было дать концерт в БЗК им. Чайковского, чтоб доказать, что ты ещё в состоянии что-то, так сказать, делать. Меня спросили «Что я буду дирижировать?» Я сказал: «Я буду дирижировать первую симфонию Шнитке.» Мне сказали: «Ты сошёл с ума!» Ну, я не стал возражать, не в этом дело, но я её играл. И кто-то сказал: "Ну, теперь ты никогда не получишь Государственную премию, может быть, тебе дадут, в лучшем случае, медаль «За отвагу». В результате я не получил ни того, ни другого, но симфонию сыграл. И потом дважды её записал, она существует в двух вариантах записи, разные пары солистов — джазовый пианист и джазовый скрипач. Потом, в то время, когда я работал в Стокгольме, руководил Стокгольмским филармоническим оркестром, был концерт целиком из произведений Шнитке. Было объявлено 12 концертов, и опять я слышал знаменитую фразу, что я сошёл с ума. На все 12 концертов билеты были тотально проданы. Это меня самого удивило, но я не признался в том, что я сошёл с ума, и всё прошло с большим успехом. И многое другое было у меня во встречах с этим человеком, которому я бесконечно благодарен за то, что он счёл возможным со мной сотрудничать.— Телеканал "Культура", программа "Линия жизни"
Музыка Шнитке была использована Джоном Ноймайером для балета «Трамвай „Желание“» (1983).

## Структура
1. Sanza Tempo. Moderato
2. Allegretto
3. Lento
4. Lento. Allegro